# Piotr Kudzia
Piotr Kudzia (ur. 18 listopada 2000) – polski kombinator norweski i skoczek narciarski. Trzykrotny uczestnik mistrzostw świata juniorów w kombinacji norweskiej (2018-2020). Medalista mistrzostw Polski w kombinacji norweskiej oraz skokach narciarskich.
Uprawia narciarstwo klasyczne od 9 roku życia, jego ojciec, Adam Kudzia, również był kombinatorem norweskim.
Po sezonie 2019/2020, mimo faktu iż znalazł się w składzie kadry młodzieżowej reprezentacji Polski w kombinacji norweskiej na sezon 2020/2021, zrezygnował z uprawiania kombinacji norweskiej i podjął decyzję o skupieniu się na trenowaniu wyłącznie skoków narciarskich.

## Przebieg kariery

### Kombinacja norweska
W sezonie 2015/2016 Piotr został wcielony do kadry narodowej juniorów w tej dyscyplinie, prowadzonej przez Tomisława Tajnera. W styczniu 2016 zadebiutował w zawodach FIS Youth Cup, zajmując w Harrachovie 8. miejsce. Na podium rywalizacji w tym cyklu po raz pierwszy stanął 26 sierpnia 2017 w Oberstdorfie, gdzie był trzeci.
15 grudnia 2017 w Steamboat Springs zadebiutował w Pucharze Kontynentalnym – po części skokowej plasował się na 8. miejscu, jednak najsłabszy w całej stawce czas biegu sprawił, iż finalnie zajął ostatnią, 43. lokatę. 7 stycznia 2018 w Harrachovie ponownie stanął na najniższym stopniu podium zawodów FIS Youth Cup. Na przełomie stycznia i lutego 2018 po raz pierwszy w karierze wystartował w mistrzostwach świata juniorów, zajmując indywidualnie miejsca w czwartej dziesiątce (34. na krótszym dystansie i 36. na dłuższym), a drużynowo plasując się na 12. lokacie. Jeszcze dwukrotnie startował na imprezach tego cyklu, najlepsze wyniki osiągając podczas mistrzostw świata juniorów w Oberwiesenthal w 2020 roku, gdzie wywalczył 30. miejsce indywidualnie oraz siódme miejsce w zawodach drużynowych. 25 lutego 2018 zdobył pierwszy w karierze medal mistrzostw Polski w kombinacji norweskiej, zajmując drugą lokatę w zawodach indywidualnych na skoczni dużej (Gundersen HS 140/10 km). 13 marca 2018 w Trondheim po raz kolejny zajął 3. lokatę w konkursie FIS Youth Cup, zwyciężając w klasyfikacji generalnej tego cyklu w starszej grupie wiekowej w sezonie 2017/2018.

### Skoki narciarskie
Jeszcze jako kombinator Kudzia startował w zawodach w skokach narciarskich. W październiku 2016, z klubem LKS Klimczok Bystra (wraz z Bartłomiejem Kłuskiem, Jakubem Wolnym i Przemysławem Kantyką), zdobył brązowy medal drużynowego konkursu Letnich Mistrzostw Polski w Skokach Narciarskich 2016 rozegranego w Wiśle.  W zawodach międzynarodowych niższej rangi kilkukrotnie punktował w Pucharze Karpat, a 9 września 2017 w Szczyrku odniósł zwycięstwo w konkursie tego cyklu. 18 lutego 2018, w czasie zawodów Ogólnopolskiej Olimpiady Młodzieży w kombinacji norweskiej, skokiem na odległość 143,5 metra ustanowił nieoficjalny rekord Wielkiej Krokwi w Zakopanem.

## Osiągnięcia

### Mistrzostwa świata juniorów

#### Indywidualnie
| 2018 Kandersteg     | – | 34. miejsce (Gundersen HS106/5 km), 36. miejsce (Gundersen HS106/10 km) |
| 2019 Lahti          | – | 37. miejsce (Gundersen HS100/5 km), 42. miejsce (Gundersen HS100/10 km) |
| 2020 Oberwiesenthal | – | 30. miejsce (Gundersen HS105/10 km)                                     |

#### Drużynowo
| 2018 Kandersteg     | – | 12. miejsce (Gundersen HS106/4x5 km) |
| 2019 Lahti          | – | 13. miejsce (Gundersen HS100/4x5 km) |
| 2020 Oberwiesenthal | – | 7. miejsce (Gundersen HS105/4x5 km)  |

#### Starty P. Kudzi na mistrzostwach świata juniorów – szczegółowo
| Miejsce | Dzień       | Rok  | Miejscowość    | Konkurencja           | Wynik zwycięzcy | Strata  | Zwycięzca          |
| ------- | ----------- | ---- | -------------- | --------------------- | --------------- | ------- | ------------------ |
| 36.     | 30 stycznia | 2018 | Kandersteg     | Gundersen HS106/10 km | 22:58,3         | +4:10,3 | Ondřej Pažout      |
| 12.     | 1 lutego    | 2018 | Kandersteg     | Sztafeta HS106/4x5 km | 56:33,0         | +8:03,1 | Austria            |
| 34.     | 3 lutego    | 2018 | Kandersteg     | Gundersen HS106/5 km  | 11:28,8         | +2:46,9 | Vid Vrhovnik       |
| 37.     | 23 stycznia | 2019 | Lahti          | Gundersen HS100/5 km  | 13:43,0         | +2:32,7 | Julian Schmid      |
| 13.     | 25 stycznia | 2019 | Lahti          | Sztafeta HS100/4x5 km | 53:16,4         | +6:41,1 | Niemcy             |
| 42.     | 27 stycznia | 2019 | Lahti          | Gundersen HS100/10 km | 28:16,8         | +4:44,8 | Johannes Lamparter |
| 30.     | 4 marca     | 2020 | Oberwiesenthal | Gundersen HS105/10 km | 24:00,1         | +4:53,1 | Jens Lurås Oftebro |
| 7.      | 8 marca     | 2020 | Oberwiesenthal | Sztafeta HS105/4x5 km | 47:23,5         | +4:56,2 | Austria            |

### Puchar Kontynentalny

#### Miejsca w klasyfikacji generalnej
- sezon 2017/2018: niesklasyfikowany
- sezon 2018/2019: niesklasyfikowany
- sezon 2019/2020: niesklasyfikowany

#### Miejsca w poszczególnych konkursach Pucharu Kontynentalnego
| Sezon 2017/2018                                          |                   |                   |                |                |             |             |      |         |         |          |          |          |          |             |             |             |             |        |        |        |        |        |        |        |        |
| Steamboat Springs                                        | Steamboat Springs | Steamboat Springs | Klingenthal    | Klingenthal    | Klingenthal | Ruka        | Ruka | Ruka    | Rena    | Rena     | Planica  | Planica  | Eisenerz | Eisenerz    | Niżny Tagił | Niżny Tagił | Niżny Tagił | punkty |        |        |        |        |        |        |        |
| 43                                                       | 41                | 42                | -              | -              | -           | -           | -    | -       | -       | -        | -        | -        | -        | -           | -           | -           | -           | 0      |        |        |        |        |        |        |        |
| Sezon 2018/2019                                          |                   |                   |                |                |             |             |      |         |         |          |          |          |          |             |             |             |             |        |        |        |        |        |        |        |        |
| Steamboat Springs                                        | Steamboat Springs | Park City         | Park City      | Klingenthal    | Klingenthal | Ruka        | Ruka | Planica | Planica | Eisenerz | Eisenerz | Rena     | Rena     | Niżny Tagił | Niżny Tagił | Niżny Tagił | punkty      | punkty | punkty | punkty | punkty | punkty | punkty | punkty | punkty |
| -                                                        | -                 | -                 | -              | 54             | 36          | -           | -    | -       | -       | 48       | 41       | 40       | 44       | -           | -           | -           | 0           | 0      | 0      | 0      | 0      | 0      | 0      | 0      | 0      |
| Sezon 2019/2020                                          |                   |                   |                |                |             |             |      |         |         |          |          |          |          |             |             |             |             |        |        |        |        |        |        |        |        |
| Park City                                                | Park City         | Park City         | Oberwiesenthal | Oberwiesenthal | Klingenthal | Klingenthal | Rena | Rena    | Planica | Planica  | Eisenerz | Eisenerz | Lahti    | Lahti       | Niżny Tagił | Niżny Tagił | punkty      | punkty | punkty | punkty | punkty | punkty | punkty | punkty | punkty |
| -                                                        | -                 | -                 | 40             | 33             | 36          | 35          | 42   | 34      | 40      | 31       | -        | -        | -        | -           | 35          | 35          | 0           | 0      | 0      | 0      | 0      | 0      | 0      | 0      | 0      |
| Legenda                                                  |                   |                   |                |                |             |             |      |         |         |          |          |          |          |             |             |             |             |        |        |        |        |        |        |        |        |
| 1 2 3 4-10 11-30 poniżej 30 - – zawodnik nie wystartował |                   |                   |                |                |             |             |      |         |         |          |          |          |          |             |             |             |             |        |        |        |        |        |        |        |        |

### Letnie Grand Prix

#### Miejsca w klasyfikacji generalnej
- 2018: niesklasyfikowany
- 2019: niesklasyfikowany

#### Miejsca w poszczególnych konkursach LGP
| 2018 |             |            |            |            |         |         |        |        |        |        |        |        |        |        |        |
| Oberwiesenthal | Villach     | Oberstdorf | Oberstdorf | Planica    | Planica | punkty  | punkty | punkty | punkty | punkty | punkty | punkty | punkty | punkty | punkty |
| - | -           | 48         | 52         | -          | -       | 0       | 0      | 0      | 0      | 0      | 0      | 0      | 0      | 0      | 0      |
| 2019 |             |            |            |            |         |         |        |        |        |        |        |        |        |        |        |
| Oberwiesenthal | Klingenthal | Oberhof    | Oberhof    | Tschagguns | Planica | Planica | punkty |        |        |        |        |        |        |        |        |
| - | 44          | 42         | 44         | -          | dq      | 47      | 0      |        |        |        |        |        |        |        |        |
| Legenda |             |            |            |            |         |         |        |        |        |        |        |        |        |        |        |
| 1 2 3 4-10 11-30 poniżej 30 dq – dyskwalifikacja - – zawodnik nie wystartował q – zawodnik nie zakwalifikował się DNF – zawodnik nie ukończył biegu DNS – zawodnik nie wystartował do biegu |             |            |            |            |         |         |        |        |        |        |        |        |        |        |        |

### Mistrzostwa Polski

#### Miejsca w poszczególnych konkursach zimowych mistrzostw Polski
| Miejsce | Dzień      | Rok  | Miejscowość | Skocznia       | Punkt K | HS     | Konkurs  | Nota      | Bieg    | Strata   | Zwycięzca         |
| ------- | ---------- | ---- | ----------- | -------------- | ------- | ------ | -------- | --------- | ------- | -------- | ----------------- |
| 11.     | 29 grudnia | 2016 | Zakopane    | Wielka Krokiew | K-120   | HS-134 | indywid. | 60,6 pkt  | 32:58,8 | + 7:49,7 | Paweł Słowiok     |
| 2.      | 25 lutego  | 2018 | Zakopane    | Wielka Krokiew | K-125   | HS-140 | indywid. | 110,7 pkt | 32:37,2 | + 2:38,9 | Paweł Twardosz    |
| 5.      | 13 marca   | 2019 | Szczyrk     | Skalite        | K-95    | HS-106 | indywid. | 103,5 pkt | 31:05,2 | + 2:03,1 | Wojciech Marusarz |
| 7.      | 14 lutego  | 2020 | Szczyrk     | Skalite        | K-95    | HS-104 | indywid. | 122,0 pkt | 29:54,0 | + 2:58,0 | Szczepan Kupczak  |

#### Miejsca w poszczególnych konkursach letnich mistrzostw Polski
| Miejsce | Dzień           | Rok  | Miejscowość | Skocznia       | Punkt K | HS     | Konkurs  | Nota      | Bieg    | Strata   | Zwycięzca        |
| ------- | --------------- | ---- | ----------- | -------------- | ------- | ------ | -------- | --------- | ------- | -------- | ---------------- |
| 20.     | 11 października | 2014 | Szczyrk     | Skalite        | K-95    | HS-106 | indywid. | 66,5 pkt  | 19:41,0 | + 7:44,9 | Adam Cieślar     |
| 14.     | 17 lipca        | 2015 | Wisła       | Malinka        | K-120   | HS-134 | indywid. | 55,8 pkt  | 23:20,2 | + 6:49,5 | Adam Cieślar     |
| 10.     | 9 października  | 2015 | Szczyrk     | Skalite        | K-95    | HS-106 | indywid. | 87,5 pkt  | 30:34,2 | + 6:04,6 | Adam Cieślar     |
| 6.      | 7 października  | 2016 | Szczyrk     | Skalite        | K-95    | HS-106 | indywid. | 113,5 pkt | 24:18,9 | + 3:27,1 | Adam Cieślar     |
| 6.      | 8 października  | 2017 | Szczyrk     | Skalite        | K-95    | HS-106 | indywid. | 108,5 pkt | 26:12,0 | + 4:23,5 | Paweł Słowiok    |
| 7.      | 20 października | 2018 | Zakopane    | Wielka Krokiew | K-125   | HS-140 | indywid. | 113,0 pkt | 29:26,0 | + 5:27,2 | Szczepan Kupczak |
| 6.      | 13 października | 2019 | Szczyrk     | Skalite        | K-95    | HS-104 | indywid. | 95,0 pkt  | 24:24,0 | + 3:04,0 | Adam Cieślar     |
| 2.      | 17 października | 2020 | Szczyrk     | Skalite        | K-95    | HS-104 | indywid. | 93,0 pkt  | 25:54,0 | + 5:04,0 | Szczepan Kupczak |